# Sponge
Sponge est un groupe inspiré des Pearl Jam et Alice in Chains à influence grunge formé en 1991 à Détroit, Michigan. Le chanteur 
Vinnie Dombrowski a également fait partie des groupes suivants au cours de sa carrière : Plain Vu, The Orbitsuns, Crud, Spys4Darwin, Maypops, Sharecroppers of Soul et Loudhouse.

## Formation

### Membres actuels
- Vinnie Dombrowski (en) - Chant (1991 - Actuel)
- Billy Adams - Batterie (2001 - Actuel)
- Kyle Neely - Guitare (2004 - Actuel)
- Andy Patalan (en) - Guitare et Chœur (2004 - Actuel)
- Tim Patalan - Basse (2009 - Actuel)

### Anciens membres
- Tim Krukowski - Basse (2001-2009)
- Kurt Marschke - Guitare (2001-2005)
- Charlie Grover - Batterie (1995-2001)
- Mike Cross - Guitare (1991-2001)
- Tim Cross - Basse (1991-2001)
- Joey Mazzola (en) - Guitare et Chœur (1991-2005)
- Jimmy Paluzzi - Batterie et Chœur (1991-1995)

## Discographie

### Singles
| Année | Titre                                | US Hot 100 | US Modern Rock | US Mainstream Rock | Album                          |
| ----- | ------------------------------------ | ---------- | -------------- | ------------------ | ------------------------------ |
| 1994  | Neenah Menasha                       | -          | -              | -                  | Rotting Piñata                 |
| 1994  | Plowed                               | -          | 5              | 9                  | Rotting Piñata                 |
| 1995  | Molly (16 Candles Down the Drain)    | 55         | 3              | 11                 | Rotting Piñata                 |
| 1995  | Rainin'                              | -          | 34             | 18                 | Rotting Piñata                 |
| 1996  | Wax Ecstatic (To Sell Angelina) (en) | -          | 15             | 11                 | Wax Ecstatic                   |
| 1997  | Have You Seen Mary                   | -          | -              | 7                  | Wax Ecstatic                   |
| 1999  | Live Here Without You                | -          | -              | -                  | New Pop Sunday                 |
| 1999  | 1000 Times                           | -          | -              | -                  | New Pop Sunday                 |
| 2003  | Treat Me Wrong                       | -          | -              | -                  | For All the Drugs in the World |
| 2003  | Leave This World                     | -          | -              | -                  | For All the Drugs in the World |
| 2005  | The Man                              | -          | -              | -                  | The Man                        |
| 2005  | Higher (Part 1)                      | -          | -              | -                  | The Man                        |
| 2009  | Come in From the Rain                | -          | -              | -                  | Destroy the Boy EP             |
| 2010  | Destroy the Boy                      | -          | -              | -                  | Destroy the Boy EP             |
| 2013  | Fade From View                       | -          | -              | -                  | Stop The Bleeding              |
| 2013  | Lifes Bitter Pills                   | -          | -              | -                  | Stop The Bleeding              |

### Autres enregistrements / Bootlegs
| Année | Titre                                            | Label              |
| ----- | ------------------------------------------------ | ------------------ |
| 1995  | In Concert                                       | Westwood One       |
| 1999  | The Exclusive Sponge Sessions (Live & Acoustic)  | BMG                |
| 2000  | Molly (Sixteen Candles)                          | Sony               |
| 2000  | Rarities Volume 1 and 2                          | Bootleg            |
| 2002  | Live                                             | Radio Show Bootleg |
| 2005  | Hard to Keep My Cool (Exclusively Sold at Shows) | Idol               |
| 2007  | Alive in Detroit (en)                            |                    |
| 2009  | Come in From the Rain/Loose Yourself (Single)    |                    |
| 2009  | Hits & B Sides Volume 1                          |                    |
| 2011  | Hits & B Sides Volume 2                          |                    |